# Тяньцзиньский университет
Тяньцзиньский университет (кит. 天津大学) — национальный университет в КНР, под непосредственным управлением Министерства образования КНР. Стал первым университетом в современной истории китайского образования. В 1895 году был частью Бэйянского университета (англ. Peiyang University, Beiyang University, кит. 北洋大学). После реорганизации 1951 года, Бэйянский университет был переименован в Тяньцзиньский университет и стал одним из крупнейших инженерных учреждений в системе высшего образования в КНР.
В 1959 году, в числе 16-и первых университетов прошёл государственную аккредитацию. Кроме того, в числе первых китайских вузов принял участие в национальном «Проекте 211» и «Проекте 985». В конце 2000-х гг. Министерство образования КНР приняло «План действий: Оживление сферы образования в КНР в 21 веке», согласно которому с властями муниципалитета города Тяньцзинь было подписано соглашение, по которому стороны должны были «превратить Тяньцзиньский университет в известный в мировом сообществе университет». Университет всегда пользовался особым покровительством властных структур, в разное время его развитие курировали такие высокопоставленные чиновники и лидеры, как Мао Цзэдун, Чжоу Эньлай, Дэн Сяопин, Цзян Цзэминь, Ху Цзиньтао.

## История университета
Бэйянский университет был основан 2 октября 1895 года и стал первым университетом в Китае, который предполагал современные принципы обучения, в частности, 4-х годичную программу подготовки специалистов. Модель университетского образования базировалась на моделях современных образовательных учреждений Европы и Северной Америки. Целью Бэйянского университета стало обновление всей системы образования и подготовка квалифицированных кадров для сфер науки и техники. В 1951 году после реструктуризации университет стал называться Тяньцзиньский университет.

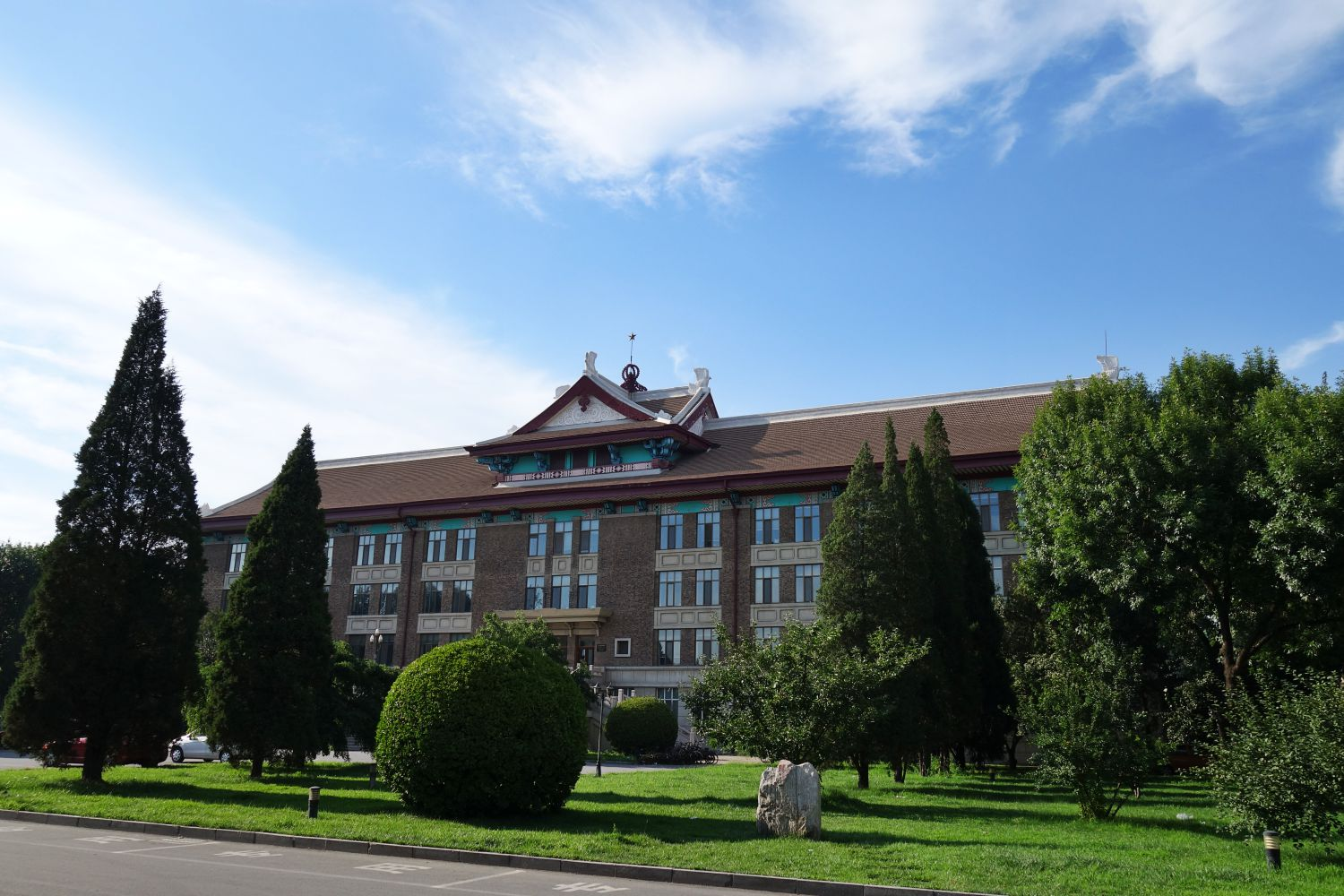
Тяньцзиньский университет

### Хронология
- 1895 г. — Основан Бэйянский университет.
- 1899 г. — Выпущен первый дипломированный специалист в рамках современного образования в Китае.
- 1907 г. — Университет стал комплексным учреждением высшего образования, сочетание инженерного образования с гуманитарными науками, правом и педагогическим образованием.
- 1935 г. — Произведен первый набор на магистерские программы.
- 1937 г. — Присвоена первая степень магистра.
- 1951 г. — Объединен с Хэбэйским технологическим институтом, получил новое название — Тяньцзиньский университет.
- 1958 г. — Открыта первая библиотека.
- 1959 г. — Стал одним из 16-и «ключевых национальных университетов».
- 1981 г. — Произведен первый набор на PhD (Доктор философии).
- 1984 г. — Основана школа для магистрантов.
- 1985 г. — Получена первая докторская степень (PhD).
- 1995 г. — 100 лет со дня основания вуза.
- 1999 г. — Для развития трансфера знания, создан Национальный университетский научный парк.
- 2000 г. — Для дальнейшего развития вуза подписано соглашение о сотрудничестве между Министерством образования КНР и муниципалитетом города Тяньцзинь.

## Общая информация
Тяньцзиньский университет относится к «ключевым университетам КНР», является частью «Проекта 211» и «Проекта 985». Профессорско-преподавательский состав насчитывает более 4,5 тыс. человек, в том числе 342 профессора, 662 доцента, 12 академиков (5 академиков китайской Академии наук, 7 академиков китайской Академии технических наук), а также 23 специально привлеченных профессора по программе «Проект премирования исследователей Янцзы», реализованной при поддержке Министерства образования КНР. Общее количество студентов — 19 тыс., в аспирантуре и магистратуре обучается 5 тыс. человек. Общее количество выпускников за все годы составляет более 100 тыс.
Университет занимает площадь около 1,37 км2, общая площадь построек — 800 тыс. м2, включая две современные библиотеки (26 тыс. м2) с коллекцией более, чем в 2 млн томов.
По предварительным подсчетам, на различных программах в университете находилось около 50 исследователей, которые затем стали академиками китайской Академии наук и китайского Академии технических наук. Университет подготовил также более 100 чиновников различного уровня.

### Учебные дисциплины
Университет — многопрофильное учебное заведение высшего образования, органично включает в себя дисциплины технического и гуманитарного плана, большое внимание уделяется экономике, менеджменту, праву, искусствам. В университете преподаётся 6 «ключевых» дисциплин национального уровня и 17 — муниципального. Некоторые дисциплины признаны ведущими в масштабах всего Китая, а также признаются мировым сообществом (например, машины и оборудование в электроэнергетике, техническая оптика, технологии и измерительная техника, химическая технология, менеджмент в науке и технике, механика, архитектура, материаловедение).

## Университетский кампус
Университетский кампус всегда создавал особую атмосферу, в рамках которой органично сочеталось обучение различным наукам. В последние годы университет уделяет огромное внимание развитию личности студента и качества образования. В организацию культурной жизни студентов большой вклад вносят студенческие общества — Студенческий Союз, Научное студенческое сообщество, Арт-команда Бэйяна, Молодёжное волонтерское сообщество. Проводятся фестивали культуры и искусства, науки и техники, спортивные мероприятия. Социальная активность студентов может также проявляться в форме семинаров, лекториев, соревнований, музыкальных вечеринок. Университет является базой для поствузовской подготовки и эталоном национальной культуры образования. В 2000 году вице-премьер Ли Ланьцин в заявлении по итогам доклада Министерства образования КНР, отметил Тяньцзиньский университет как «один из трёх университетов в КНР, которые являются моделью для образования в области искусств».

## Международное сотрудничество и обмены
Тяньцзиньский университет стал одним из первых в Китае университетов, которые начали активно развивать сотрудничество в международными организациями и зарубежными партнерами. Такой политики университет придерживается до сих пор. В рамках сотрудничества с вузами КНР, установлены партнерские отношения с такими административными единицами, как Хэбэй, Цзилинь, СУАР, Тибет, Чунцин. С 2005 года университет принимает участие в поддержке образовательных программ вузов Запада страны, а также научном и технологическом сотрудничестве. Университет придает огромное значение сотрудничеству с транснациональными группами в областях высоких технологий, подписано более, чем 20 соглашений с ТНК, 80 — с образовательными учреждениями из 28 стран мира. В соглашениях предусмотрены академические обмены, совместные исследования и программы подготовки специалистов.
Университет использует практику приглашения известных ученых и присвоения им почётных званий. Так, звание «почётного профессора Тяньцзиньского университета» было присвоено нобелевскому лауреату по экономике Герберту Саймону (Университет Карнеги-Меллон), писателю Джеральду Роберту Визенору (Университет Нью-Мексико, за описание Тяньцзиньского университета в романе «Гривер: американский царь обезьян в Китае»), американскому физику китайского происхождения Ян Чэннину (Государственный Университет Нью-Йорка), известному американскому математику китайского происхождения Линь Цзячао, профессору Bell Labs Ли Динъи и другим исследователям. В последние несколько лет университет выступил спонсором большого количества научных конференций, которые также стали каналами для расширения международного сотрудничества.

## Известные выпускники
- Ма Иньчу, экономист
- Ли Шу-тянь, инженер
- Сюй Чжимо, поэт
- Чжан Тайлэй, лидер восстания в Кантоне.